# Athlético Aix Marseille Provence
O Athletico Marseille (anteriormente, Groupe Sportif Consolat) é um clube de futebol com sede em Marselha, na França. A equipe compete no National 2. É o terceiro clube de futebol da cidade, juntamente com Olympique e USM Endoume Catalans.

## História
O clube foi fundado em 1964. Até 2018, chamava-se Groupe Sportif Consolat, mudando o nome após um processo de reorganização.
Joga suas partidas no Stade La Martine, com capacidade para 1.990 torcedores. Possui o azul e o preto como suas cores oficiais.